# Edouard Assadov
Edouard Arkadievitch Assadov (en russe : Эдуа́рд Арка́дьевич Аса́дов ; né le 7 septembre 1923 à Merv dans la République socialiste soviétique autonome du Turkestan (actuellement en Turkménistan), mort le 21 avril 2004 à Odintsovo) est un poète et auteur russe soviétique d'origine arménienne. Il est devenu aveugle à la suite de ses blessures pendant la libération de Sébastopol en mai 1944. Citoyen d'honneur de la ville de Sébastopol en 1989.

## Biographie
Edouard Assadov est le fils d'Artachès Grigorievitch Assadian (1898-1929). Son père, Arménien du Haut-Karabagh, est diplômé de l'Université polytechnique de Tomsk. Membre du Parti socialiste révolutionnaire, le 9 novembre 1918, il est arrêté et emprisonné. À sa sortie de prison le 10 décembre 1919, il devient enquêteur de la Tchéka d'Altaï. Il fait connaissance de la mère d'Edouard, Lydia Ivanovna Kourdova, lors de son séjour à Barnaoul. En 1921, il est commissaire de l'unité de tirailleurs à Caucase. À partir de 1923, il est instituteur à Merv.
Après le décès de son père en 1929, la mère d’Édouard l'emmène vivre à Sverdlovsk chez son grand-père. Le garçon rejoint les rangs des pionniers, puis du Komsomol. Il écrit ses premières poésies à l'âge de huit ans.
À partir de 1939, la famille habite à Moscou où Edouard est scolarisé à l'école no 38. Sa fin de cursus coïncide avec le début de la Seconde Guerre mondiale. Il s'engage dans l'unité d'artillerie comme volontaire. Il manie d'abord un lance-mine, puis, les katioucha sur le Front du Nord-Caucase et le Quatrième front ukrainien. Il participe également à la bataille de Leningrad.
Dans la nuit du 3 au 4 mai 1944, près du village Belbek, Assadov est gravement blessé au visage par des éclats d'obus alors qu'il conduit le camion chargé de munitions vers le retranchement de sa batterie. Dans un état semi-conscient, il parvient miraculeusement à atteindre sa destination où il est pris en charge. Après des mois de soins pénibles, le verdict des médecins est sans appel, sa vision est irrécupérable. L'écrivain dit plus tard que c'est à ce moment de sa vie qu'il décida de se consacrer à la littérature.
En 1946, le jeune homme s'inscrit à l'Institut de littérature Maxime-Gorki. On publie ses vers pour la première fois dans l'hebdomadaire Ogoniok, le 1er mai 1948. Assadov est diplômé en 1951, et devient membre du Parti communiste de l'Union soviétique et de l'Union des écrivains soviétiques.
Sa notoriété grandit à partir des années 1960. Il est l'auteur de poésies lyriques et de poèmes, dont certains sont autobiographiques. Il traduit les œuvres des poètes bachkirs, géorgiens, kalmouks, kazakhs et ouzbeks. Il publiera également plusieurs recueils de nouvelles, de récits et d'essais. À des époques différentes, il est critique littéraire des périodiques Literatournaïa gazeta, Ogoniok, Molodaïa Gvardia (ru). Son œuvre compte en tout quelque 47 livres.
Assadov passe ses dernières années au village de Krasnovidovo, dans l'oblast de Moscou. Mort à Odintsovo à l'âge de 80 ans il est inhumé au cimetière de Kountsevo.

## Œuvres
Les œuvres majeures d'Edouard Assadov sont :
- La Route claire (« Светлая дорога », 1951) ;
- Le Soir enneigé (« Снежный вечер », 1956) ;
- Les Soldats sont rentrés de la guerre (« Солдаты вернулись с войны », 1957) ;
- Au nom du grand amour (« Во имя большой любви », 1962) ;
- Les Pages lyriques (« Лирические страницы », 1962) ;
- J'aime pour toujours (« Я люблю навсегда », 1965) ;
- L'Île romantique (« Остров романтики », 1969) ;
- La Bonté (« Доброта », 1972) ;
- Les Vents des années troubles (« Ветра беспокойных лет », 1975) ;
- Les Années de vaillance et d'amour (« Годы мужества и любви », 1978) ;
- Je combats, je crois, j'aime ! (« Сражаюсь, верую, люблю ! », 1983) ;
- La Dette d'honneur (« Высокий долг », 1986) ;
- Les Destins et les cœurs (« Судьбы и сердца », 1990) ;
- Ne passez pas à côté de l'amour (« Не проходите мимо любви », 2000) ;
- Qu'est-ce que c'est le bonheur (« Что такое счастье », 2005) ;
- L'amour ne connait pas de séparations (« У любви не бывает разлук », 2006) ;
- Le Premier rendez-vous amoureux (« Первое свидание », 2006).

## Distinctions
- Médaille pour la Défense de Sébastopol : 1945
- Médaille pour la Défense de Léningrad : 1945
- Ordre du Mérite pour la Patrie : 2004[2]
- Ordre de l'Honneur : 1998[3]
- Ordre de l'Amitié des peuples : 1993[4]
- Ordre de la Guerre patriotique : 1985
- Ordre de l'Étoile rouge : 1945
- Ordre de l'Insigne d'honneur